# فيرنر جورج
فيرنر جورج (بالألمانية: Werner George)‏ هو لاعب هوكي الجليد ألماني، (ولد في برلين في ألمانيا 1913  م).

## وصلات خارجية
- فيرنر جورج على موقع EliteProspects.com (الإنجليزية)
- فيرنر جورج على موقع أوليمبيديا (الإنجليزية)